# 瑞安·貝維通
瑞安·貝維通（英語：Ryan Bevington；1988年12月9日—）是一位威爾斯橄欖球運動員。他是威爾斯國家橄欖球隊的一員，代表威爾斯參加了2014年橄欖球六國賽的比賽。